# Abingdon, Illinois
Abingdon je mesto v Okrožju Knox v ameriški zvezni državi Illinois.
Prvotno naselje je bilo ustanovljeno leta 1828, medtem ko je leta 1857 postalo mesto. Po popisu prebivalstva iz leta 2000 v naselju živi 3.162 ljudi na 3,8 km².

## Znane osebnosti
- Admiral James Stockdale (1923-2005), eden največkrat odlikovanih pripadnikov VM ZDA.Sestreljen je bil nad Vietnamom leta 1965, izpuščen leta 1973.